# Stracona miłość
Stracona miłość – debiutancki album zespołu Skaner wydany w firmie fonograficznej Blue Star latem 1993 roku.

## Lista utworów
1. „Odnaleźć cię”
2. „Stracona miłość”
3. „Piwo, krótka historia z morałem”
4. „Powiedz mi”
5. „Blask Andromedy”
6. „Kochać cię”
7. „Prośba”
8. „Augustowska miłość”
9. „Pokochaj mnie”